# راکلند (مین)
راکلند(به انگلیسی: Rockland) شهری در ایالت مین کشور ایالات متحده آمریکا است که جمعیت آن در سرشماری سال ۲۰۱۰ میلادی، ۷٬۲۹۷ نفر بوده‌است.

## نگارخانه

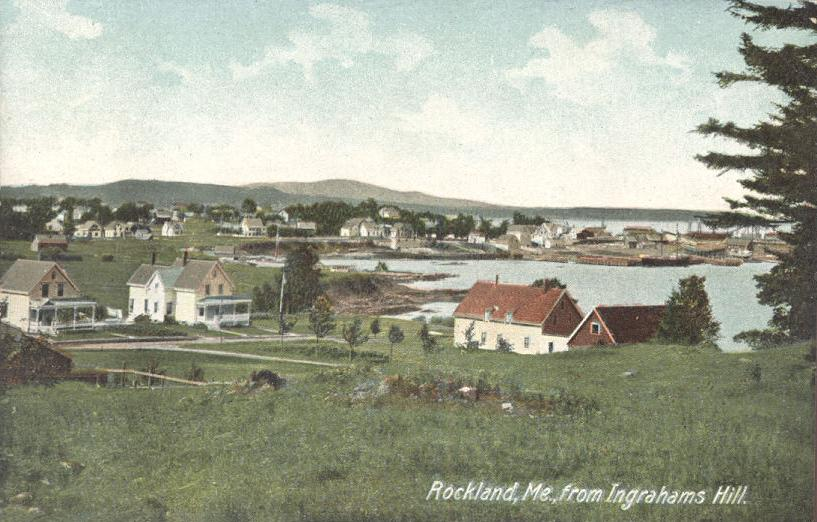
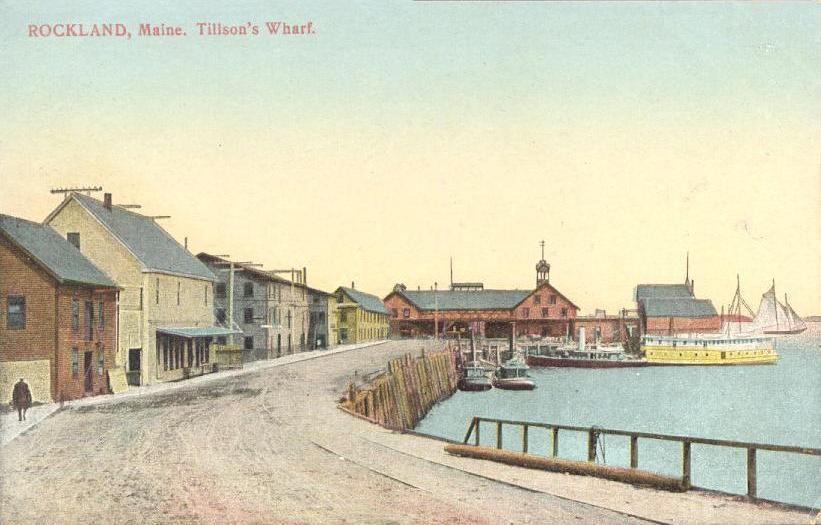
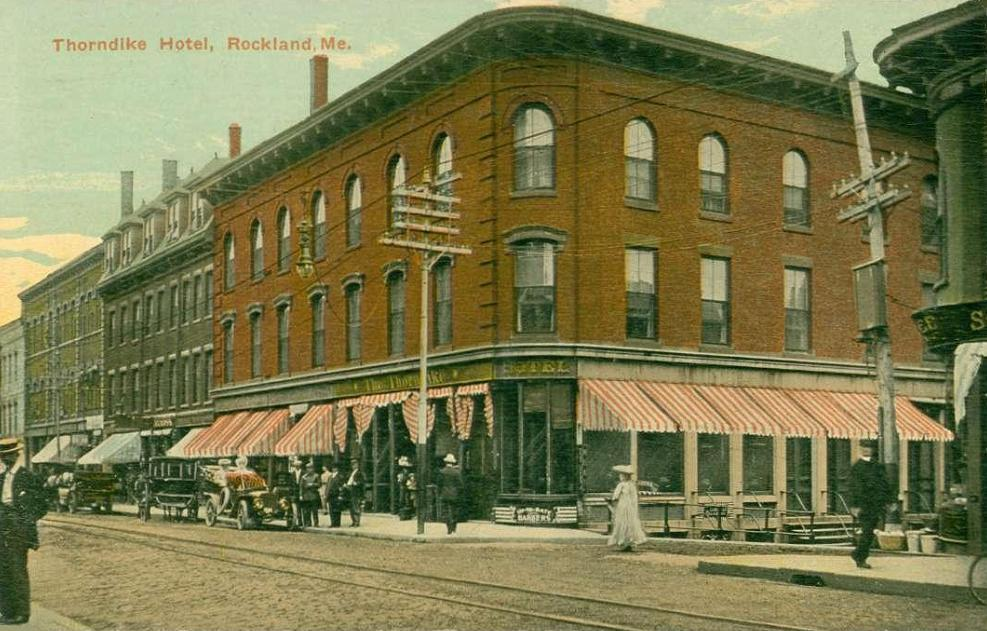
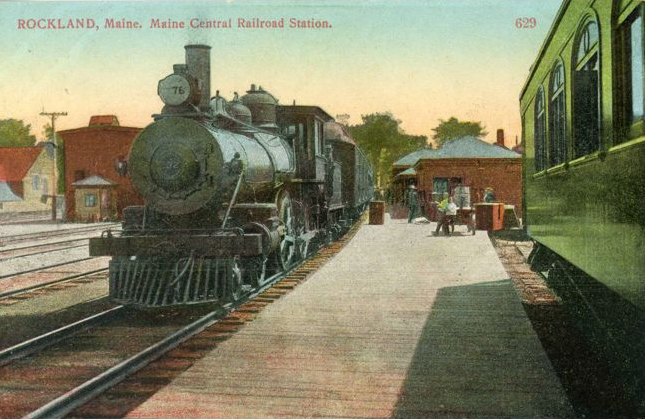